# Mare Humboldtianum
Mare Humboldtianum (Mar de Humboldt) é um mar lunar de 273 km de diâmetro, localizado na bacia de mesmo nome. Esse mar que foi batizado em homenagem a Alexander von Humboldt, fica a Nordeste do lado visível da Lua, e se estende até o lado oculto. O material da bacia é da época nectárica e o material do mar é da época ímbrica superior.